# Nightsession
Nichtsession ist eine semi-dokumentarische Begleitung von vier Skatern, die sich durch die Münchner Nacht treiben lassen.

## Kritik
„Eine Nacht, die so nie stattfand. Eine Nacht, die bei jeder Aufführung des Films wieder so stattfindet, wie sie in ihrer Intensivität, in ihrer Lockerheit, in ihrer paradiesischen Freude gemeint ist, geplant war, durcherlebt wurde.“

„"Trotzdem, und das ist ein kleines Kinowunder, entwickelt der Film ‚Nightsession‘ über vier Jungs, allesamt Laiendarsteller, die sich eine Nacht mit ihren Skateboards durch München treiben lassen, einen Sog. Der sich auch den Zuschauern mitteilt, die noch nie im Leben auf einem Skateboard gestanden sind."“

„Für ihn ist Skateboarding nicht nur eine Sportart, sondern auch ein Lebensgefühl. Sein Experiment Funktioniert.“

„Ein wenig fehlt dem Film die Balance zwischen dem Skaten und seiner Fachsprache, seinen Tricks und der Beschwörung eines Lebensgefühls. Das Skaten überwiegt und wird ein bißchen zur Nummernrevue, die der Nacht ihren Fluss, ihre Magie stielt (sic!).“

## Premiere
Der Film hatte 2015 beim Filmfest München Premiere. Die internationale Premiere war in Tallinn beim Black Nights Film Festival. Deutscher Kinostart war am 14. April 2016. Am 22. September 2017 erschien Nightsession auf DVD und online über Meteorfilm.

## Preise und Auszeichnungen
- Nominierung „Bester Spielfilm“ Filmfest München 2015
- Nominierung „Bestes Schauspiel“ Filmfest München 2015
- Nominierung „Beste Produktion“ Filmfest München 2015